# Viola bissetii
Viola bissetii är en violväxtart som beskrevs av Carl Maximowicz. Viola bissetii ingår i släktet violer, och familjen violväxter. Inga underarter finns listade i Catalogue of Life.